# Louis Hébert (général)
Pour les articles homonymes, voir Louis Hébert (homonymie) et Hébert.
Louis Hébert, né le 13 mars 1820 et mort le 20 janvier 1901, est un enseignant américain, ingénieur civil, écrivain et un général de brigade dans l'armée des États confédérés pendant la guerre civile américaine.

## Biographie
Né dans la paroisse d'Iberville, en Louisiane, Louis Hébert est le cousin germain de l'ingénieur et le gouverneur Paul Octave Hébert. Louis Hébert est diplômé de l'Académie militaire de West Point en 1845 et il est affecté comme sous-lieutenant à la construction de Fort Livingston, en Louisiane. Il démissionne le 15 février 1846 pour diriger la plantation de cannes à sucre de son père malade.
En 1847, il est officier de la milice d'État. Il épouse Malvina Lambremont.
De 1855 à 1860, il est sénateur de l'État de Louisiane et ingénieur en chef de l'État,.

### Guerre civile américaine
Hébert a été nommé colonel du 3e régiment d'infanterie de Louisiane le 11 mars 1861,. Il combat avec son régiment à la bataille de Wilson's Creek. Le 7 mars 1862, il dirige la brigade d'infanterie du général Benjamin McCulloch à Pea Ridge quand ce dernier prend le commandement de la division. McCulloch est abattu par un tirailleur nordiste ainsi que son adjoint quelques minutes plus tard. Louis Hébert doit prendre le commandement de la division mais ne peut l'exercer car il est blessé et capturé dans les bois au sud de Little Mountain, à l'aile droite du dispositif sudiste.
Hébert est échangé 20 mars 1862. Le 26 mars, il est nommé général de brigade. Sa nomination est confirmée par le congrés des Etats confédérés le 30 septembre 1862.
Il a dirige une brigade, le 19 septembre 1862, à la bataille d'Iuka, une division, les 3 et 4 octobre, à la deuxième bataille de Corinthe et une brigade, du 18 mai au 4 juillet 1863 au siège de Vicksburg. Il y est de nouveau fait prisonnier de guerre après la capitulation confédérée. Il est libéré sur parole et échangé le 13 octobre 1863.
Il combat dans la région de Cape Fear en Caroline du Nord d'abord dans l'artillerie, puis comme ingénieur en chef du département. Il organise et commande l' artillerie lourde à Fort Fisher et des batteries d’artillerie pour garder l’entrée de Wilmington.

### Après la guerre
Après la guerre, ayant perdu sa plantation, il est rédacteur en chef et éditeur d'un journal local de la paroisse de Saint-Martin, et enseigne dans plusieurs écoles privées,.
Louis Hébert est décédé le 7 janvier 1901 sur la rive est du Bayou Teche, à 6 milles (9,656064 km) au nord du pont Breaux, où il est inhumé dans une propriété privée. Le 26 octobre 2002, sa sépulture est transférée au cimetière catholique Saint-Joseph à Cecilia.